# عبد المجيد الشريدة
عبد المجيد الشريدة، نائب أردني، ولد بدير أبي سعيد عام 1932، شغل منصب وزير لرئاسة الوزراء، ومنصب مدير الامن العام، وكان عضو المجلس الاستشاري.
أنهى تعليمه الجامعي في العراق حيث حصل على شهادة الحقوق في عام 1958
عين قاضي عسكري برتبة ملازم أول، قدم استقالته من القضاء العسكري وكان برتبة نقيب ليتسنى له خوض الانتخابات النيابية في عام 1962 عن محافظة إربد وأصبح عضوا في مجلس النواب الأردني وكان حينها يبلغ من العمر ثلاثون عاما.
كان والده الشيخ عبد الله باشا الشريدة عضوا في مجلس الأعيان في نفس الفترة. وفي نفس العام تم حل مجلس النواب وخاض الانتخابات مرة أخرى وفاز عن  محافظة إربد.
شغل عدة مناصب في وزارة الداخلية كان اخرها محافظا لمدينة الكرك 1970
شغل منصب وزيرا للتربية والتعليم، ومنصب مدير الامن العام ،كرمه جلالة المغفور له الملك الحسين طيب الله ثراه بوسام الكوكب الأردني من الدرجة الأولى وكان عضو المجلس الوطني الاستشاري لجميع دوراته ونائبا أول لرئيس المجلس.
ترشح للانتخابات النيابية 1989 عن دائرة الكورة والأغوار الشمالية وأصبح عضوا في مجلس النواب الحادي عشر شغل منصب وزيراً للتنمية الاجتماعية في عام 1989
ترشح عام 1992 م لرئاسة مجلس النواب وذلك بعد فوزه عن مقعد الكورة عام 1989 م لكنه انسحب في اللحظة الأخيرة لصالح مرشح الحركة الإسلامية الدكتور عبد اللطيف عربيات وقال كلمة مشهورة يومها: "جاء دوري لألقي بهذا المنصب للحركة الإسلامية التي يأبى موقفها السياسي ان تكون في الحكومة وعلينا ان نحمل مسؤلية بقائها في رئاسة المجلس".

## وفاته
توفي بتاريخ 19 يونيو 1995 بعد ستة أشهر من اسنشهاد نجله النقيب الطيار بلال عبد المجيد الشريدة.